# Ильинский сельский округ (Дмитровский район)
Ильинский сельский округ — упразднённая административно-территориальная единица, существовавшая на территории Дмитровского района Московской области в 1994—2006 годах.
Ильинский сельсовет был образован в первые годы советской власти. По данным 1918 года он входил в состав Деденевской волости Дмитровского уезда Московской губернии.
В 1927 год из Ильинского с/с был выделен Куровский с/с.
В 1926 году Ильинский с/с включал село Ильинское, деревни Афанасово Большое, Афанасово Малое, Капорки, Курово, Минеево, Пуриха, Ульянки и Шустино, а также будки 53 и 57 километров железной дороги.
В 1929 году Ильинский с/с был отнесён к Дмитровскому району Московского округа Московской области.
2 марта 1931 года из Фёдоровского с/с в Ильинский было передано селение Редькино.
17 июля 1939 года из Митькиннского с/с в Ильинский было передано селение Иванцево.
9 мая 1952 года селения Минеево, Ульянки и Шустино были переданы из Ильинского с/с в Кузяевский с/с.
10 апреля 1953 года из Фёдоровского с/с в Ильинский было передано селение Драчёво.
14 июня 1954 года к Ильинскому с/с был присоединён Куровский с/с.
1 февраля 1963 года Дмитровский район был упразднён и Ильинский с/с вошёл в Дмитровский сельский район. 11 января 1965 года Ильинский с/с был возвращён в восстановленный Дмитровский район.
3 февраля 1994 года Ильинский с/с был преобразован в Ильинский сельский округ.
В ходе муниципальной реформы 2004—2005 годов Ильинский сельский округ прекратил своё существование как муниципальная единица. При этом все его населённые пункты были переданы в городское поселение Дмитров.
29 ноября 2006 года Ильинский сельский округ исключён из учётных данных административно-территориальных и территориальных единиц Московской области.